# 金武湾

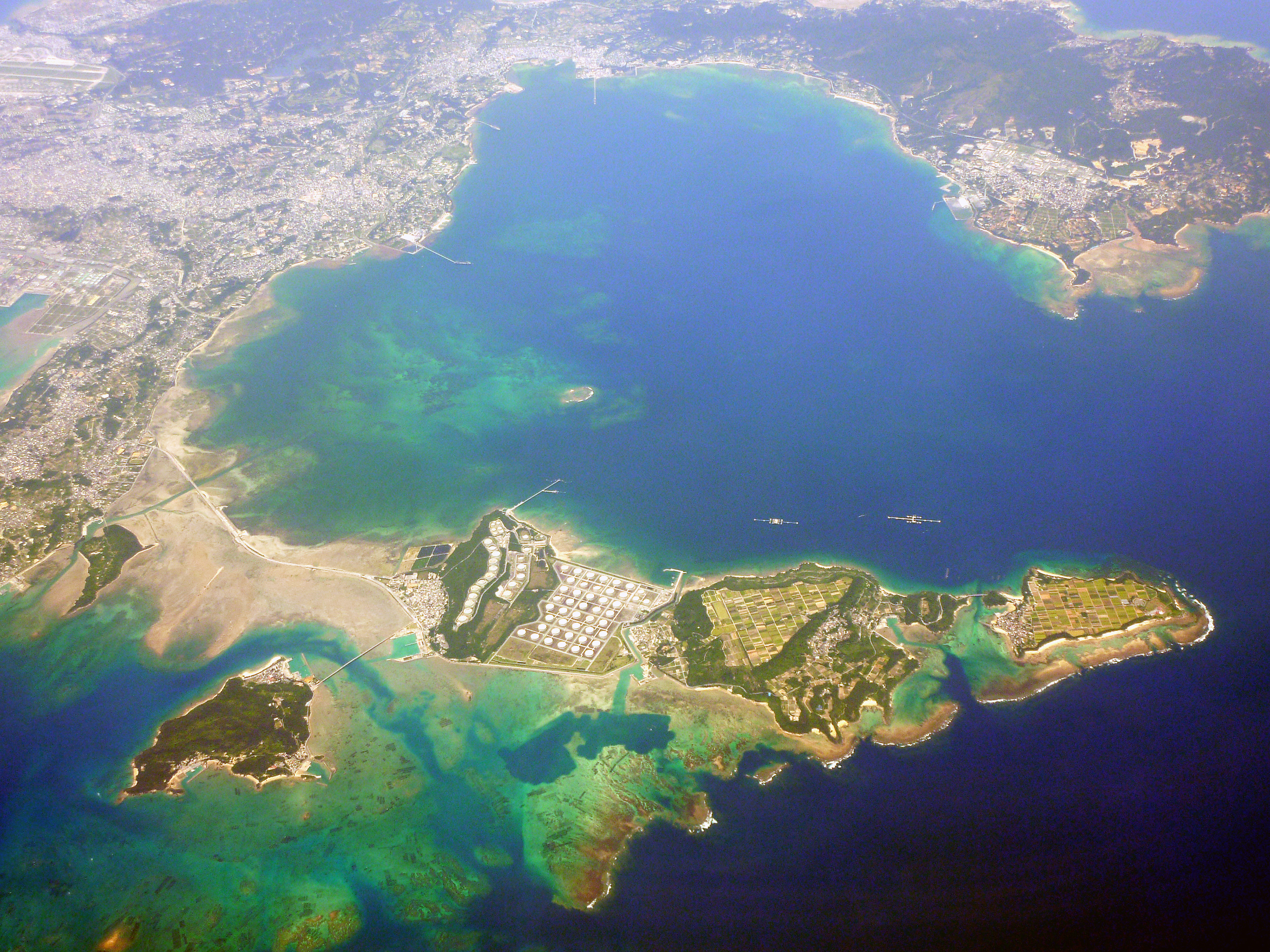
金武湾空撮

金武湾（きんわん）は、沖縄本島中央部東岸にあり勝連半島、平安座島、宮城島、伊計島、金武岬に囲まれた湾である。北西南東径約15キロメートル、北東南西径約11キロメートルの楕円形海域からなる。沿岸の自治体は沖縄県うるま市と金武町。

## 地形
最深部は伊計島と金武岬の間にあり水深65-70メートルである。北部の水深はおおむね20-40メートルであるが、湾内に浮かぶ西ノ岩と呼ばれる岩礁の南側は水深10メートル程度の浅い海が広がっている。湾の南端部は特に浅くなっており、埋め立てによって沖縄本島と平安座島とを結ぶ海中道路（沖縄県道10号伊計平良川線）が建設された。平安座島と宮城島の間にあった海域も埋め立てられて石油備蓄基地となっており、宮城島と伊計島との間は伊計大橋で結ばれている。湾内北部の海底は泥、南部の海底は砂が多く、湾の南縁、北縁、中央部にはそれぞれサンゴ礁が連なっている。

## 産業
浅瀬に囲まれ波浪が穏やかなため古くから天然の良港として利用されてきた。リゾート地としても伊計ビーチ、照間ビーチ、具志川ビーチ、宇堅ビーチ、屋嘉ビーチなどの海水浴場が整備された一方で、石油備蓄基地、具志川火力発電所、石川火力発電所、金武石炭火力発電所などが建ち並ぶ沖縄本島のエネルギー基地でもある。